# Сисајд (Калифорнија)
Сисајд (енгл. Seaside) град је у америчкој савезној држави Калифорнија. По попису становништва из 2010. у њему је живело 33.025 становника.

## Демографија
Према попису становништва из 2010. у граду је живело 33.025 становника, што је 1.329 (4,2%) становника више него 2000. године.
| Група             | 2000.          | 2010.          |
| Белци             | 11.526 (36,4%) | 10.725 (32,5%) |
| Афроамериканци    | 3.997 (12,6%)  | 2.783 (8,4%)   |
| Азијати           | 3.197 (10,1%)  | 3.206 (9,7%)   |
| Хиспаноамериканци | 10.929 (34,5%) | 14.347 (43,4%) |
| Укупно            | 31.696         | 33.025         |